# معركة شيزر
معركة شيزر في 1111، اشتبك فيها الجيش السلجوقي بقيادة مودود بن ألتونطاش (من الموصل) بالجيش الصليبي بقيادة الملك بلدوين الأول وانتهت المعركة بانتصار السلاجقة وانسحاب القوات الصليبية.

## خلفية
بدءاً من عام 1110 وحتى 1115، شن السلطان محمد الأول السلجوقي من بغداد غزوات سنوية على الدويلات الصليبية. في العام الأول كانت الغزوة على الرها وقد صدها الصليبيون. وأمر السلطان بتجريد حملة كبرى ضد ممتلكات الفرنجة في شمال بلاد الشام في عام 1111 استجابة لاستغاثة أهالي حلب، وعيّن السلطان مودود بن ألتونطاش، حاكم الموصل، ليقود ذلك الجيش. وضمت القوة المشتركة فصائل من ديار بكر وأرمنيا بقيادة سقمان القطبي، من همدان وبرسق بن برسق من العراق.

## النتائج
تعتبر هذه المعركة مناوشة حقيقية، سمحت للملك بالدوين وتانكرد من الدفاع بنجاح عن إمارة أنطاكية. أثناء الحملة لم تسقط البلدات والقلاع الصليبية في أيدي السلاجقة الأتراك.